# Белая трясогузка
Белая трясогузка (лат. Motacilla alba) — вид птиц из семейства трясогузковых.

## Описание

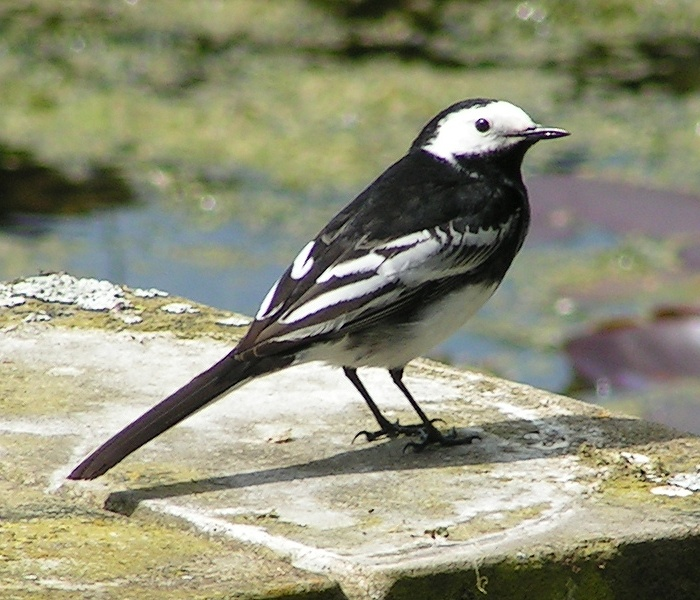
Белая трясогузка Британских островов Motacilla alba yarrellii

Белая трясогузка достигает длины 16—19 см и массы 20-23 г; для неё характерен длинный хвост. Окраска верхней части тела преимущественно серая, а нижней — белая. Головка также белая, с чёрным горлом и шапочкой. Получила своё название из-за характерных движений хвостом.

## Питание
Питание трясогузки состоит большей частью из насекомых, преимущественно из мелких двукрылых, таких как комары и мухи, которых птицы могут легко проглотить. Кроме того, птицы поедают ручейников и жуков. Очень редко птицы поедают ягоды или семена.

## Размножение
Гнездится преимущественно в Европе, Азии и Северной Африке. На более тёплых землях своего ареала вид ведёт оседлый образ жизни, в то время как популяции более прохладных регионов мигрируют в Африку и назад. Изредка белая трясогузка встречается и на Аляске.
Строит гнёзда в углублениях, например, в трещинах стен, дуплах деревьев, под крышами зданий и в складах брёвен. Могут также занимать искусственные гнездовья. Самки откладывают 5—6 беловатых с тёмно-серыми точками яиц, нередко дважды за сезон. Яйца самка высиживает на протяжении 12—14 дней. Птенцов кормят оба родителя. Примерно через 15 суток после вылупления у птенцов развивается полное оперение, и они способны к полёту.
Продолжительность жизни составляет 10 лет, в неволе до 12 лет.

Подвиды

## Охранный статус
Вид имеет обширный ареал, площадь которого, по оценкам, составляет более 10 миллионов квадратных километров. Численность популяции составляет от 130 до 230 миллионов особей. Численность популяции представляется стабильной. По этим причинам вид оценивается как вызывающий наименьшие опасения. Вид хорошо адаптировался к антропогенным изменениям окружающей среды.

## Разное
- Белые трясогузки сидят на ели и летят - вы можете увидеть их характерный образец полета. В Кырвемаа, Эстония. Весна 2021 г.Птица года в России в 2011 году[7].
- Национальный символ Латвии.

## Галерея

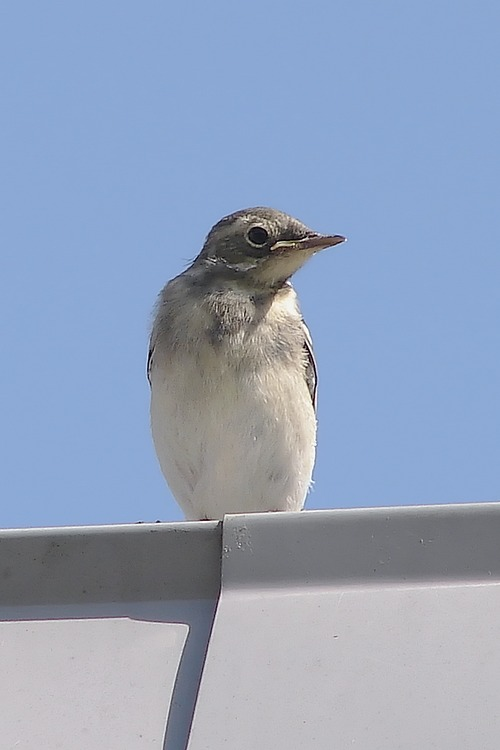
Молодая трясогузка сеголеток
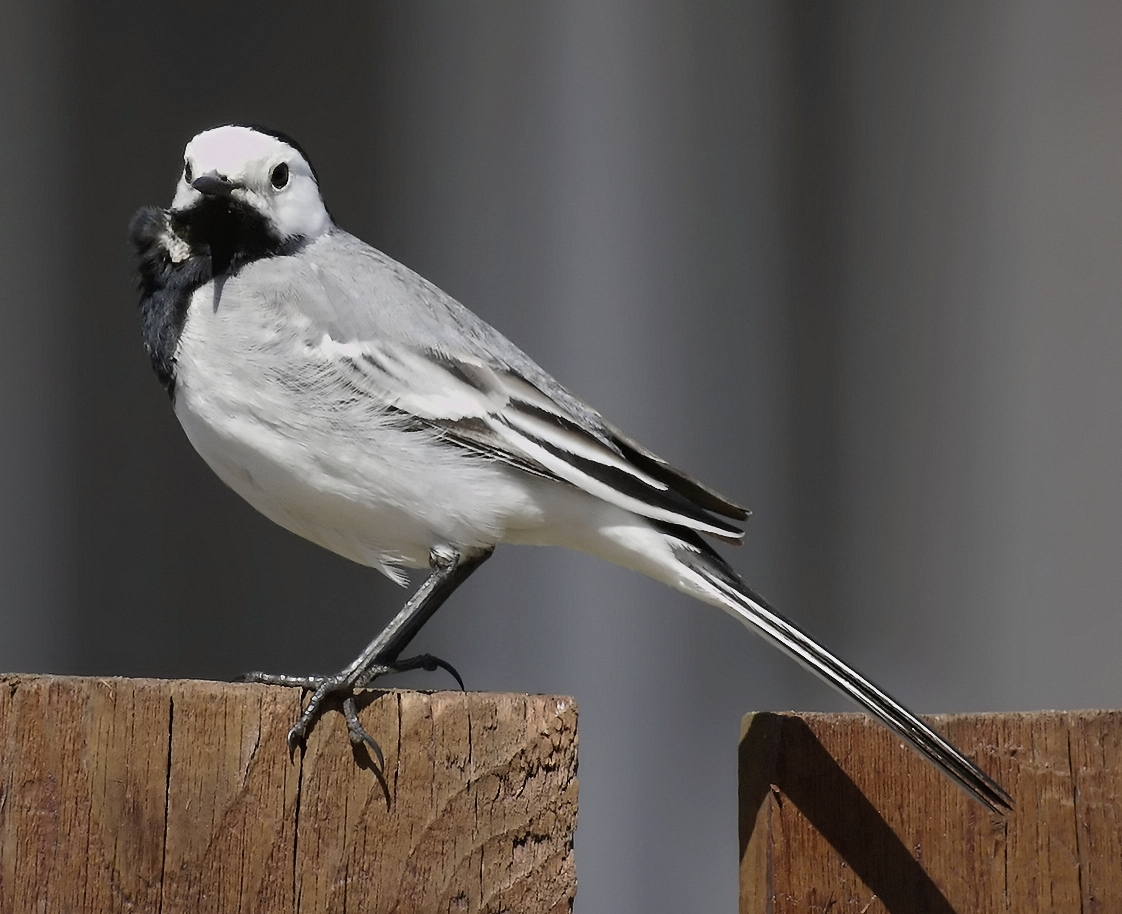
Трясогузка на деревенском заборе
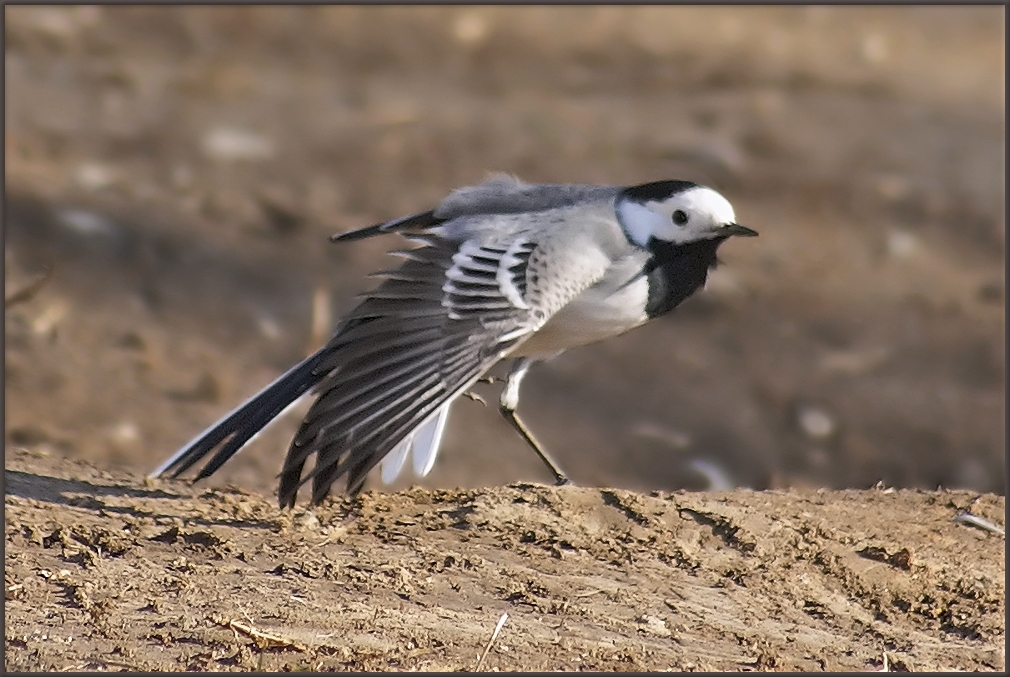
Белая трясогузка с частично расправленными  крыльями, Московская область
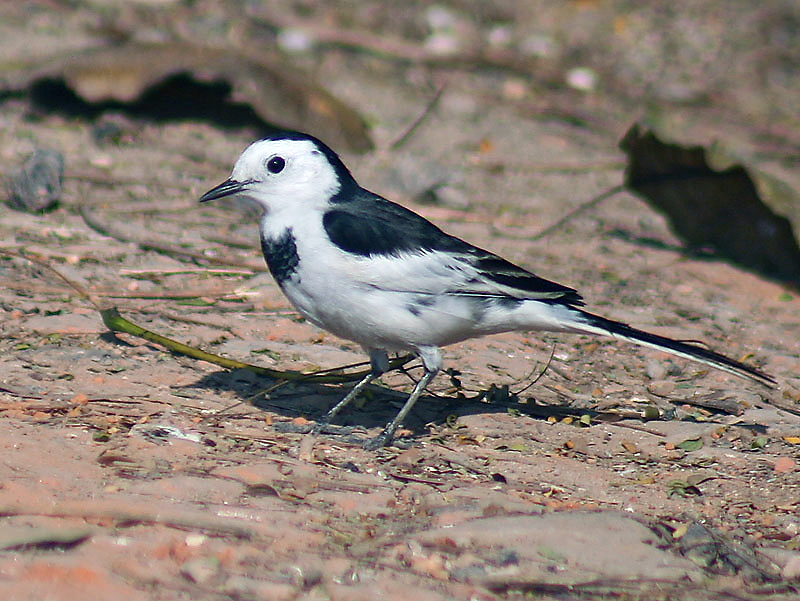
Белая трясогузка Калькутта, Западная Бенгалия, Индия
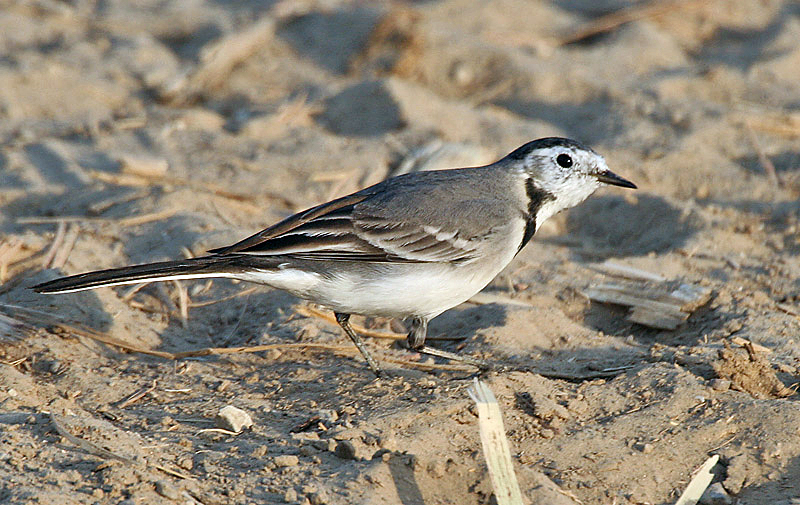
Белая трясогузка около Худала, Фаридабад, Харьяна, Индия
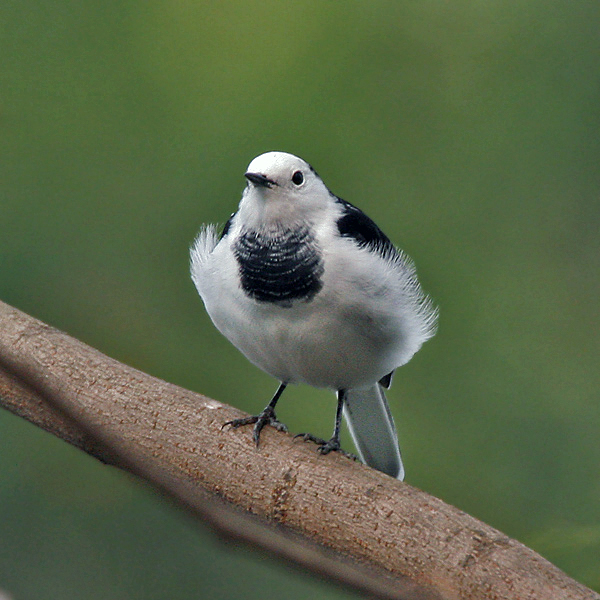
Белая трясогузка Калькутта, Западная Бенгалия, Индия
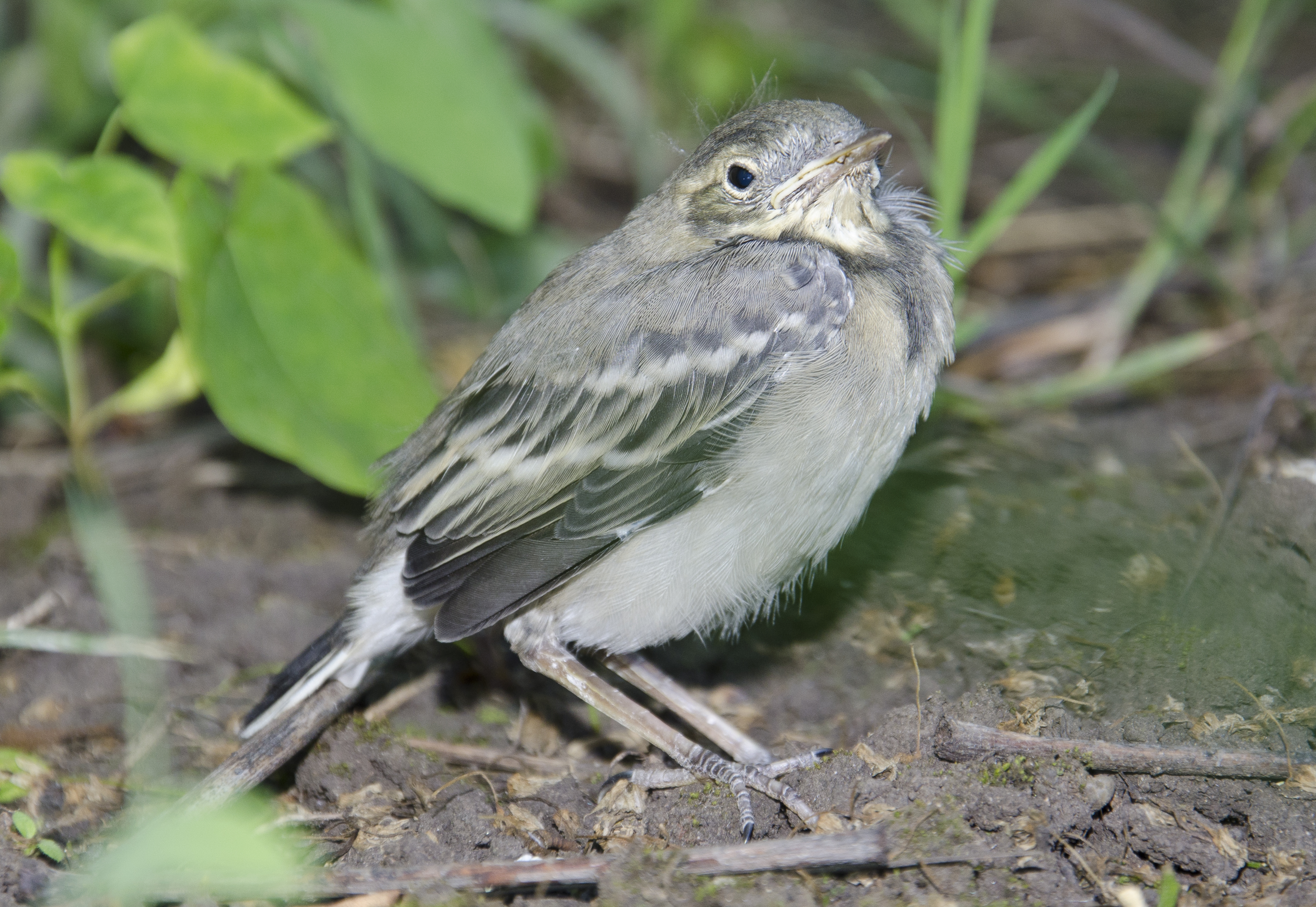
Птенец белой трясогузки, Краматорск, Украина
Белая трясогузка, Средняя Волга
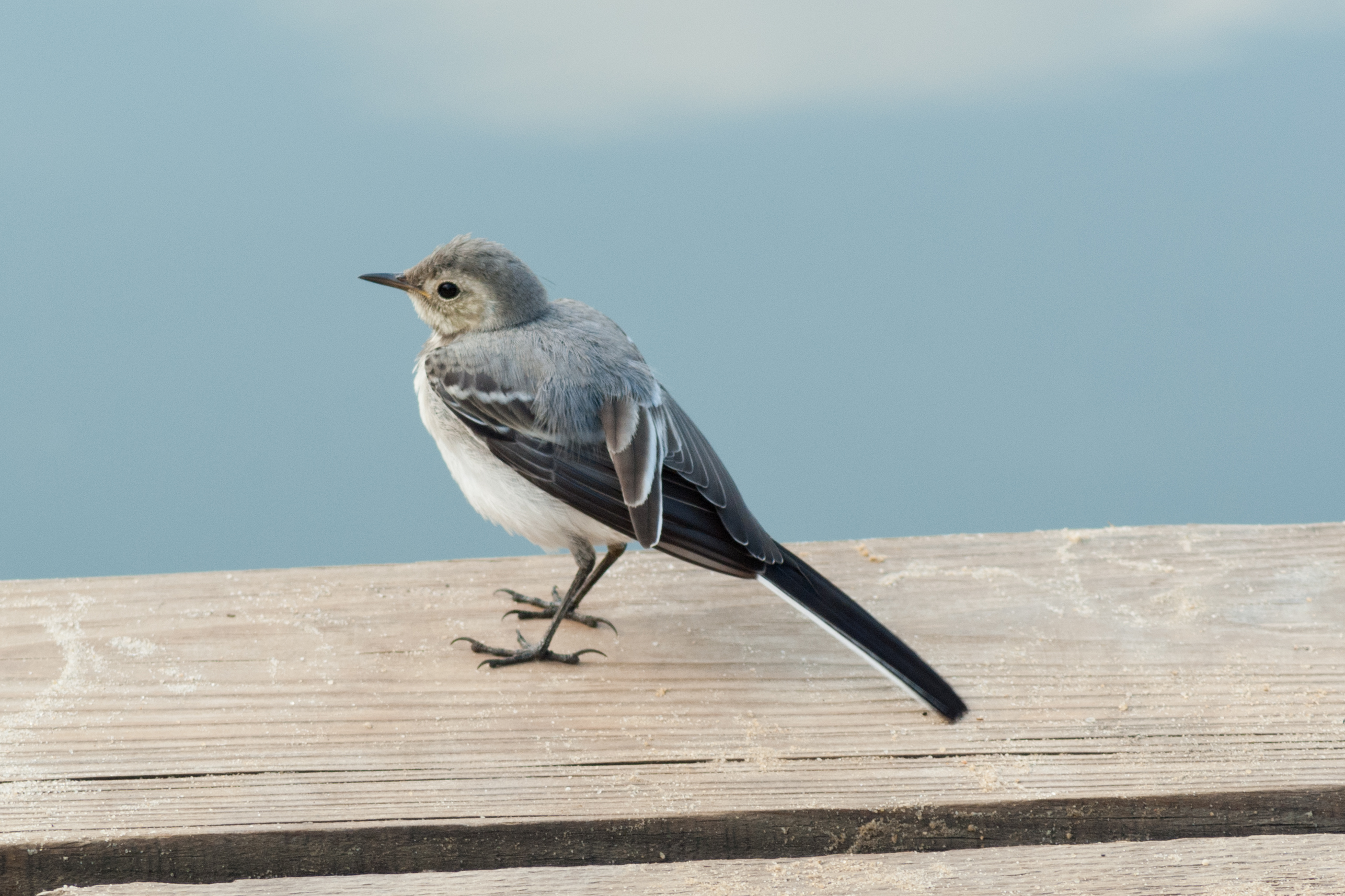
Белая трясогузка. Воронежская область. 16 июля 2012 г.
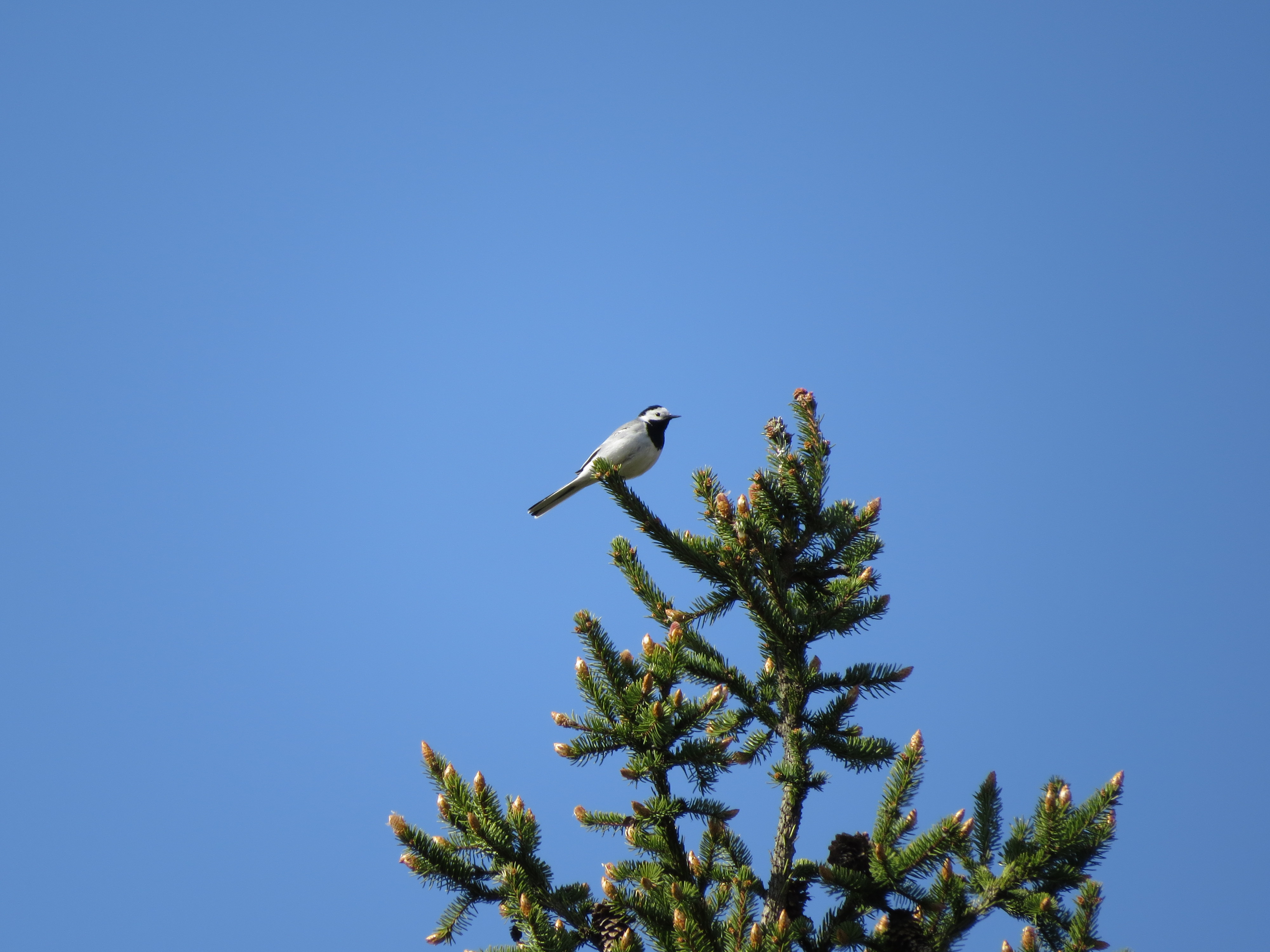
Белая трясогузка на вершине ели, Московская область
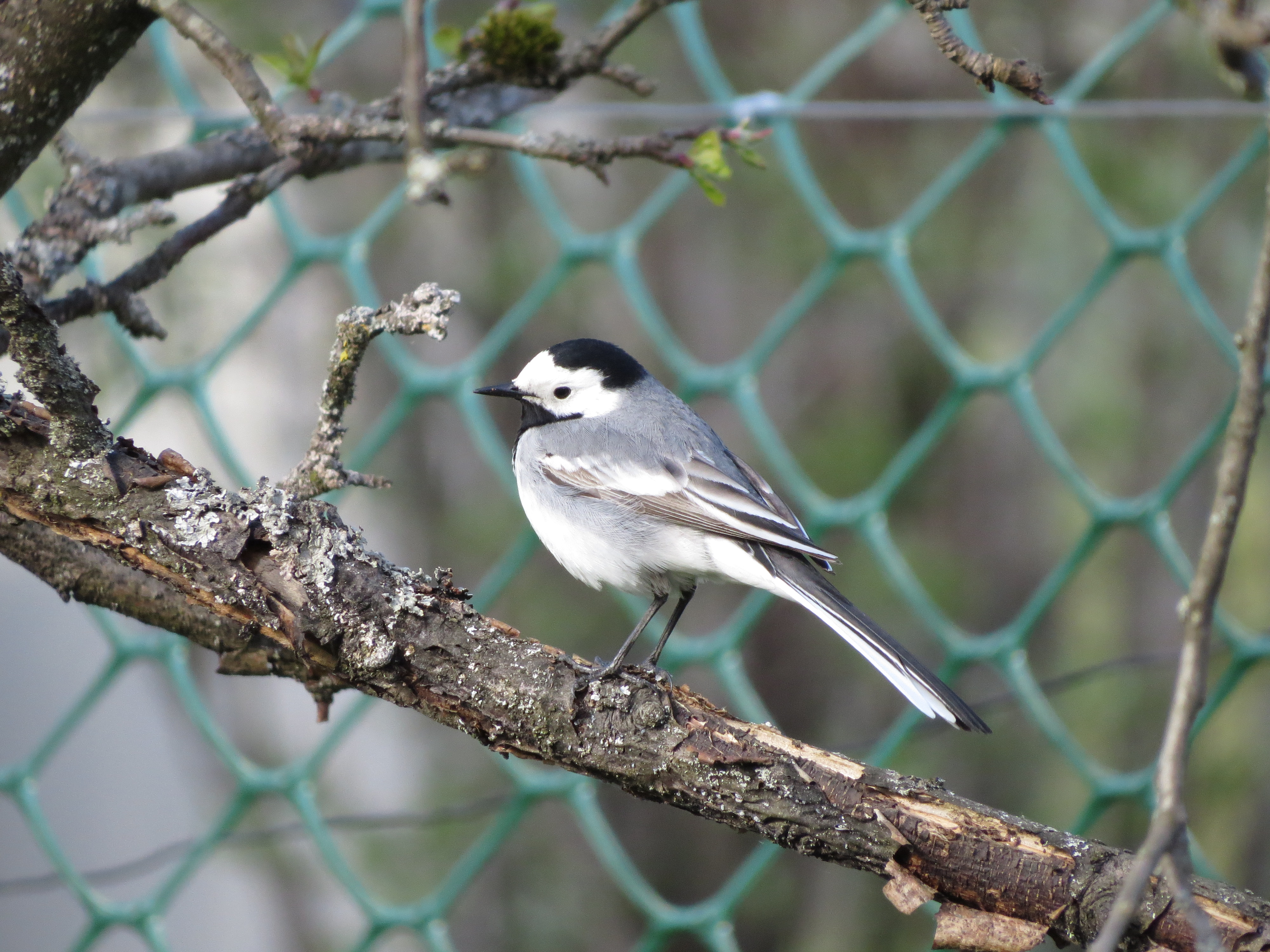
Белая трясогузка на ветке яблони, Московская область
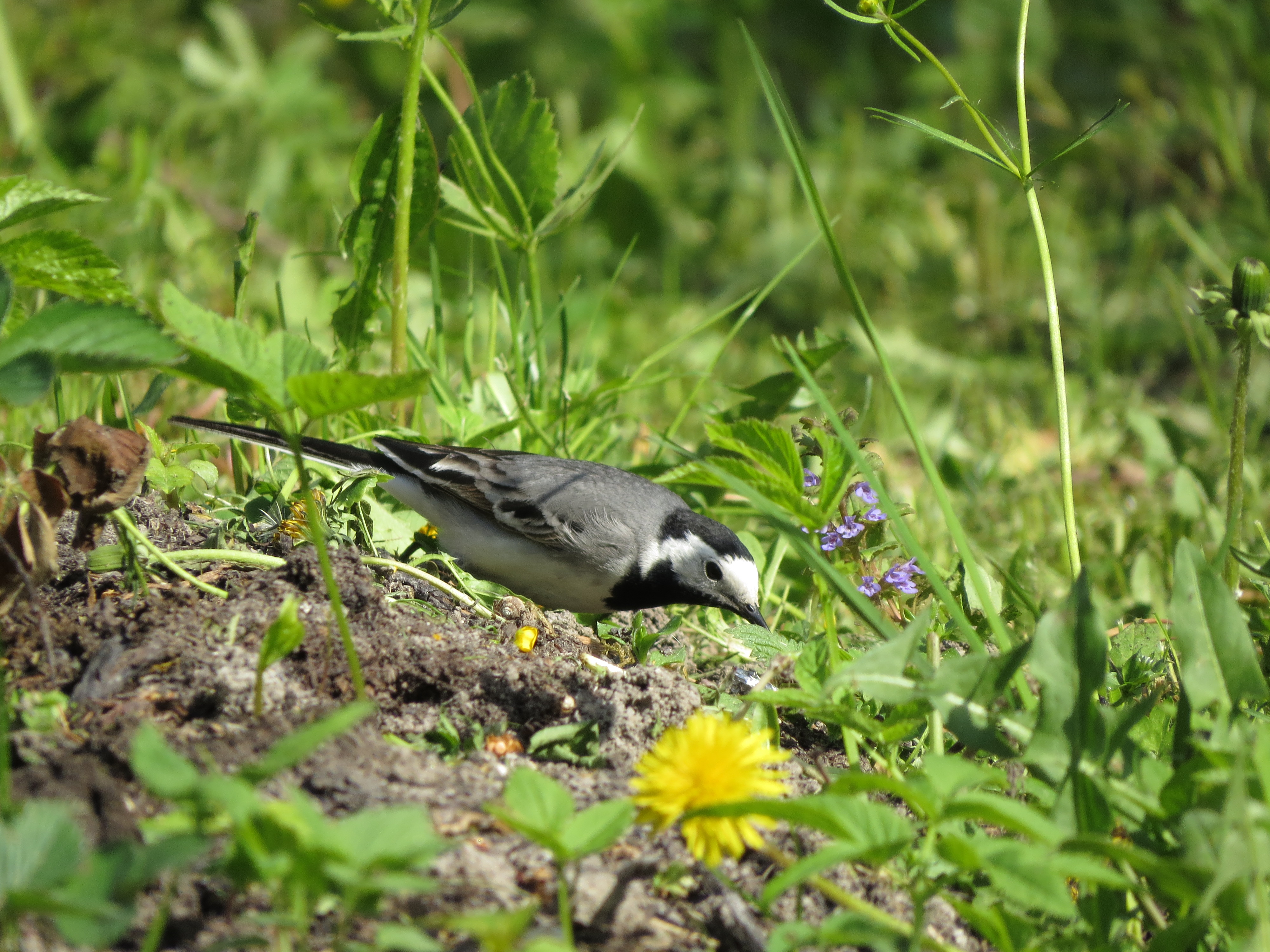
Белая трясогузка на земле, Московская область
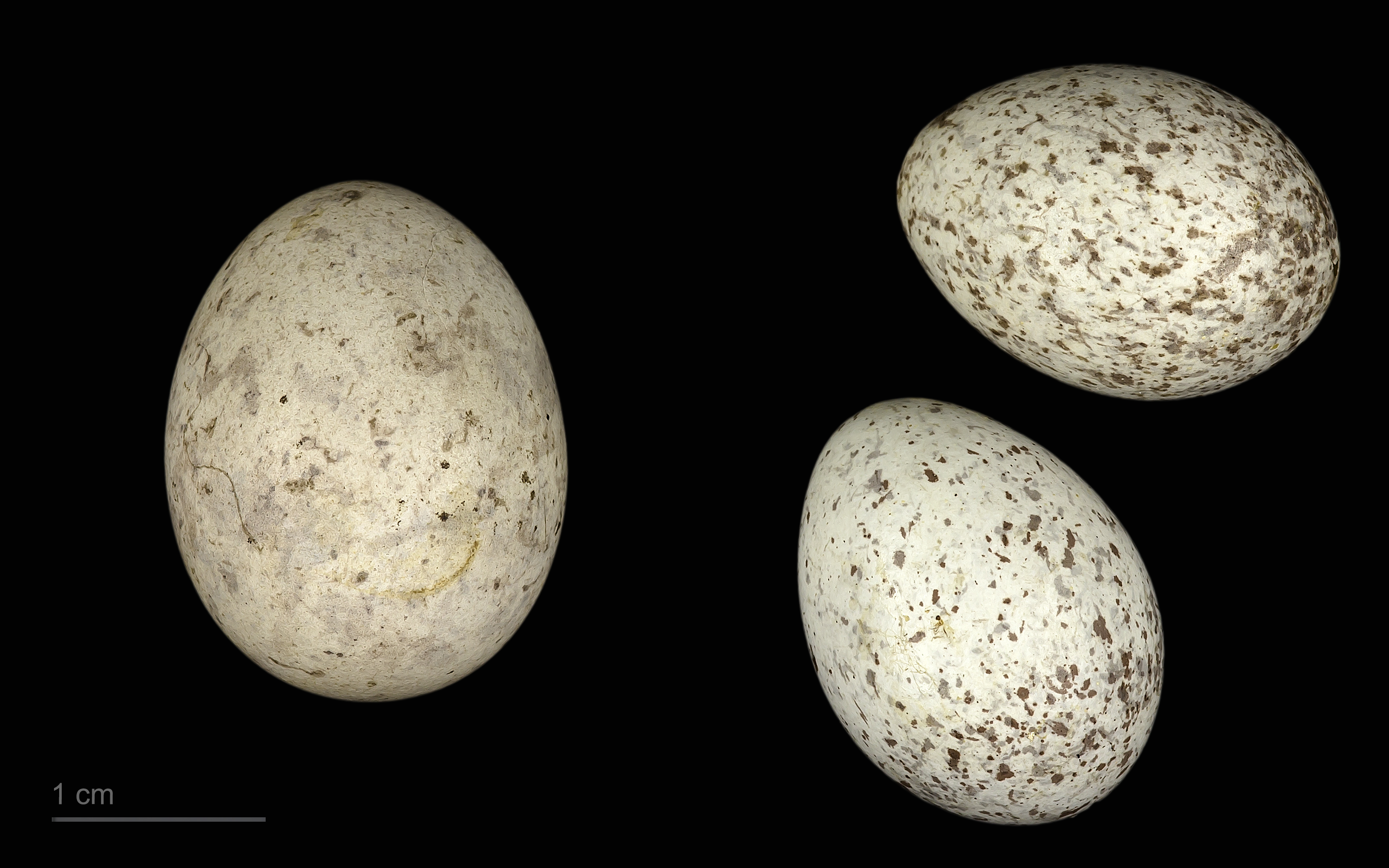
яйцо Cuculus canorus canorus + Motacilla alba - Тулузский музеум
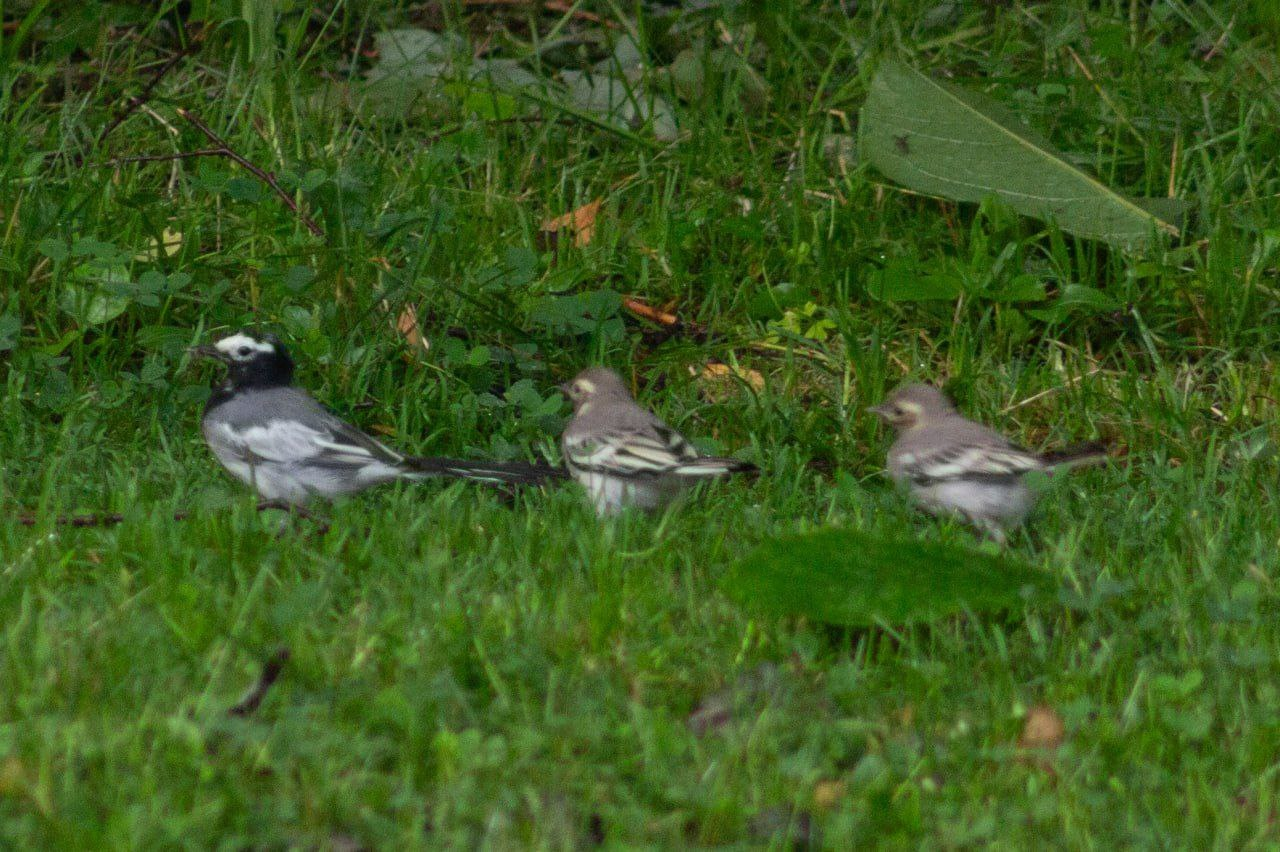
Белая трясогузка (Маскированная) Motacilla alba personata с птенцами. Село Иогач на берегу Телецкого озера, республика Алтай
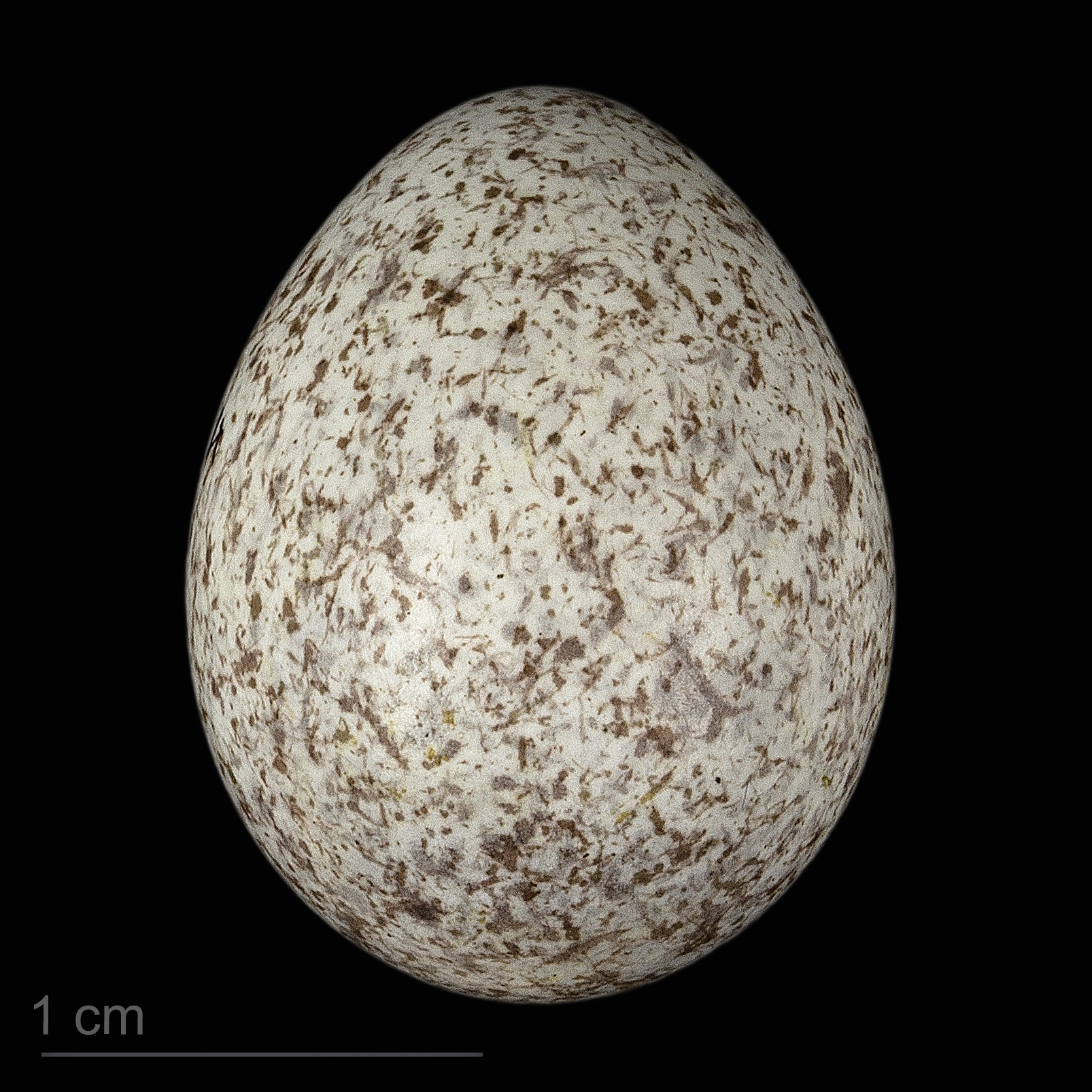
яйцо Motacilla alba alba - Тулузский музеум